# No 0
Albums de Subway
Live 5 titres
(1998)
No 0 est un album du groupe de rock français Subway.

## Titres de l'album
1. Keep On
2. Knowledge
3. The Fat Feet Of Kay
4. Got No Money
5. Fraggle Rock
6. Too Good
7. I Hate Your Wife
8. No Place For Escape